# Sparta (Géorgie)
Pour les articles homonymes, voir Sparta.
Sparta est une ville de l’État de Géorgie, au sud-est des États-Unis d’Amérique.

## Démographie
| 1880 | 1890  | 1900  | 1910  | 1920  | 1930  |
| ---- | ----- | ----- | ----- | ----- | ----- |
| 848  | 1 540 | 1 150 | 1 715 | 1 895 | 1 613 |

| 1940  | 1950  | 1960  | 1970  | 1980  | 1990  |
| ----- | ----- | ----- | ----- | ----- | ----- |
| 1 872 | 1 954 | 1 921 | 2 172 | 1 754 | 1 710 |

| 2000  | 2010  | - | - | - | - |
| ----- | ----- | - | - | - | - |
| 1 522 | 1 400 | - | - | - | - |